# Crédito habitacional
Crédito habitacional é um tipo especial de crédito (produto financeiro) concedido geralmente por bancos e instituições financeiras com a finalidade específica de construção, reforma ou aquisição de habitação. Em geral, o tomador do financiamento é uma pessoa física, e, em muitos países, este tipo de crédito tem condições especiais, geralmente na forma de juros mais baixos para as camadas mais pobres da população e/ou para a aquisição da primeira casa própria.

## Características
Pelo seu valor geralmente mais elevado, o crédito habitacional é concedido normalmente com prazos mais longos que os demais tipos de crédito (por exemplo, crédito para compra de veículos).

## Formatos

### Hipoteca
Como é uma forma de garantia extremamente comum em financiamentos imobiliários, a palavra "hipoteca" acaba sendo confundida com a palavra mais geral, “financiamento”. É importante ter em mente, no entanto, que “hipoteca” designa uma relação jurídica determinada, em que a garantia é um bem do devedor – é o chamado empréstimo hipotecário

### Leasing
No leasing habitacional (que no Brasil toma a forma de alienação fiduciária), o arrendador (instituição financeira) concede um “empréstimo” ao arrendatário (tomador do empréstimo) para que este compre sua moradia, que serve como garantia ao financiamento. A diferença em relação à hipoteca é que o arrendador permanece com a posse do imóvel até o fim do contrato, quando então esta é passada para o arrendatário .

## Análise bancária ao pedido de crédito

### Ter dois titulares
Ter dois titulares a participar no pagamento do empréstimo pode fazer com que o crédito seja mais facilmente aprovado. De acordo com esta análise bancária, o facto de haver dois titulares leva à diluição do risco, uma vez que se um dos mutuários perder rendimentos, há outro para assumir os custos do empréstimo.

### Taxa de esforço
O banco analisa, através da taxa de esforço, a capacidade de pagamento de quem pede o empréstimo. A mesma é calculada da seguinte maneira:
Taxa de esforço = (Encargos financeiros / Rendimento Líquido Total do Agregado) x 100
A solução é sempre ter em atenção ao rendimento que se tem e às dívidas em que se incorre. Se o rácio dívida/rendimento for demasiado alto é possível que o banco rejeite o pedido de empréstimo.

### Entrada inicial e loan-to-value
Para os bancos, quanto menor o rácio loan-to-value melhor. Este rácio contrasta o valor do empréstimo com o valor de mercado do imóvel. Assim sendo, os bancos favorecem quem dê uma entrada maior no pedido do empréstimo. Normalmente, o valor pedido de entrada equivale a 20% do valor da casa, sendo que o banco empresta os restantes 80%. Por exemplo, numa casa com avaliação de mercado de 500.000,00 €, pode ser pedida uma entrada de 100.000,00 € a quem pede o crédito sendo que depois o banco financia os restantes 400.000,00 €.

### Fiador e historial com o banco
Ao analisar se determinado indivíduo pode ou não aceder ao empréstimo para comprar casa, alguns bancos tendem a exigir um fiador. Esta situação normalmente coloca-se no caso de pedidos de empréstimo em que o titular não reúna todas as condições para conseguir o mesmo (nomeadamente a nível de rendimentos). A apresentação de um fiador que se compromete a garantir o empréstimo caso o titular não o faça, pesa na análise do banco e pode facilitar o empréstimo.
Além disso, o facto de já ser cliente do banco – tendo já lá alocados outros produtos financeiros – pode facilitar a cedência de liquidez por parte da instituição. E quanto maior o envolvimento com banco, melhor é o spread que é possível conseguir-se na negociação do crédito.

### Vínculo laboral
Um vínculo laboral forte é uma característica essencial na análise do perfil de risco feito pelos bancos. Uma vez que é garante de rendimentos futuros seguros, o banco pode mais facilmente atribuir crédito a quem tenha, por exemplo, contratos sem termo.